# 센 (프랑스)

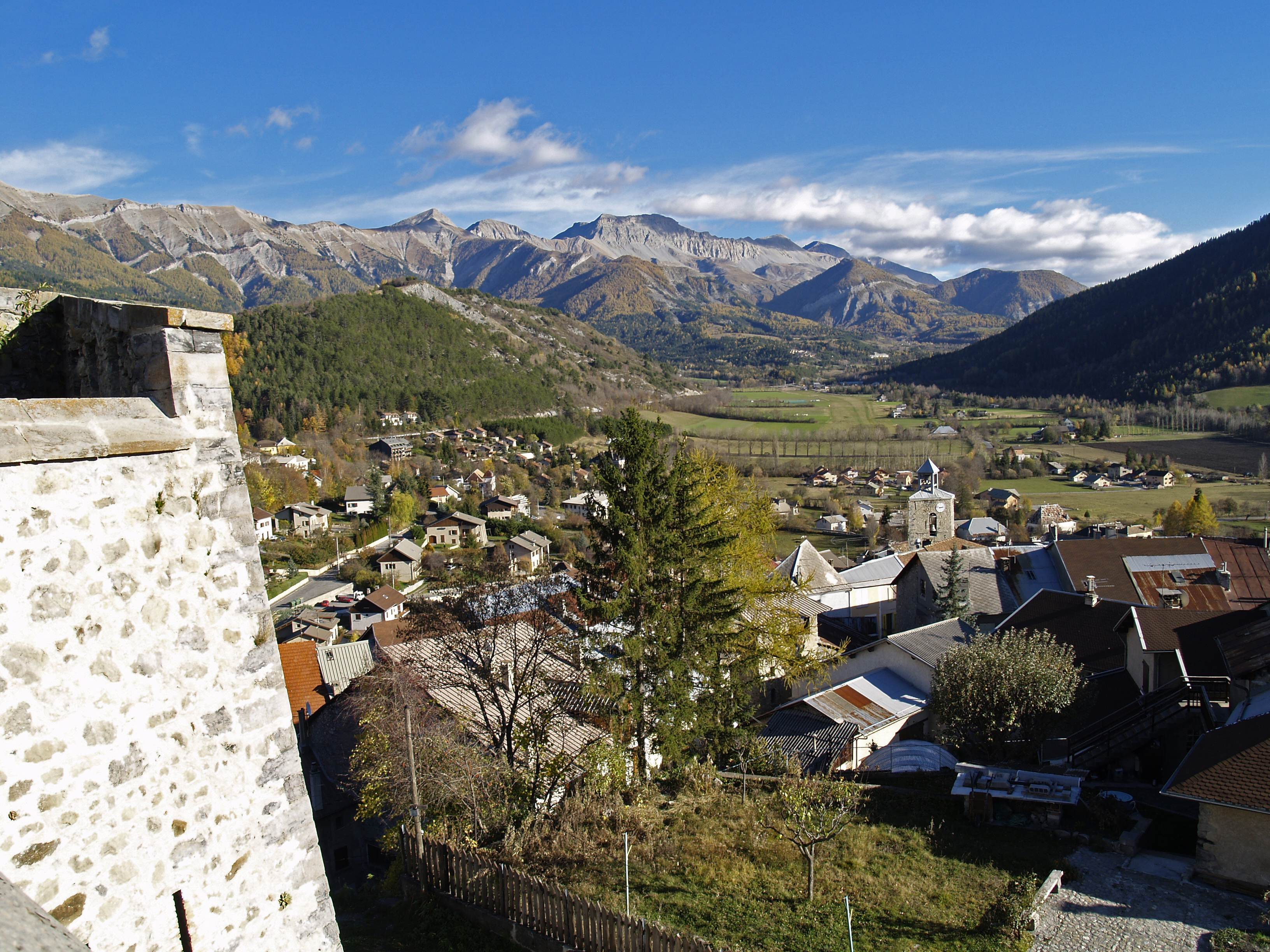
센

센(Seyne)은 프랑스 알프드오트프로방스주의 코뮌이다. 프랑스 남동부 프로방스-알프-코트다쥐르 지역의 한 부서인 알프-드-오트-프로방스에 있는 코뮌이다. 디뉴에서 북쪽으로 약 30km 떨어져 있다. 공식 명칭은 INSEE 공식 지리적 코드에 "Seyne"로 표시된다. 그러나 이 지명은 현지에서 "Seyne-les-Alpes"로 알려져 있다.

## 같이 보기
- 알프드오트프로방스주의 코뮌 목록
- 카스텔라네